# Ольмос, Хувеналь
Хувеналь Марио Ольмос Рохас (исп. Juvenal Mario Olmos Rojas; род. 5 октября 1962, Сантьяго, Чили) — чилийский футболист и футбольный тренер.

## Игровая карьера
Воспитанник столичного чилийского футбольного клуба «Универсидад Католика», за который он выступал на высшем уровне с 1981 по 1984 год в начале своей карьеры футболиста и с 1994 по 1995 год на её финише. В составе «Универсидад Католики» Ольмос дважды становился чемпионом страны, трижды выигрывал её кубок и один раз — Межамериканский кубок. Сезон 1985/86 и первую половину сезона 1986/87 Ольмос провёл за бельгийскую команду «Варегем». Кроме того, он успел поиграть за мексиканский «Ирапуато», чилийские «Депортес Антофагаста» и «О’Хиггинс».

## Карьера в сборной
25 июля 1984 года Хувеналь Ольмос дебютировал за сборную Чили в гостевом товарищеском матче против сборной Канады, закончившемся вничью 0:0. В следующий раз Ольмос был вызван в главную национальную команду в апреле 1989 года и провёл за неё ряд товарищеских матчей, после чего он был включён в заявку сборной Чили на Кубок Америки 1989 года в Бразилии. На турнире Ольмос провёл все 4 матча своей команды и забил 2 гола, открыв счёт в поединке против сборной Боливии, а затем и в матче с Эквадором. Однако его усилия не помогли чилийцам преодолеть групповой этап, а сам игрок более за сборную не выступал.

## Тренерская карьера
Тренерскую карьеру Ольмос начал с чилийским клубом «Унион Эспаньола» в 1999 году, который под его руководством вернулся в главную чилийскую футбольную лигу в том же году. В 2001 году Ольмос был назначен главным тренером «Универсидад Католики», вместе с которой выиграл чемпионат Чили в 2002 году. В 2003 году он возглавил сборную Чили. Под его руководством она выступала на Кубок Америки 2004 года в Перу, где заняла последнее место в своей группе, сумев лишь сыграть вничью с Парагваем и проиграв Бразилии и Коста-Рике.

## Достижения

### В качестве игрока
«Универсидад Католика»
- Чемпион Чили (2): 1984, 1987
- Обладатель Межамериканского кубка (1): 1994
- Обладатель Кубка Чили (3): 1983, 1983, 1995

### В качестве тренера
«Унион Эспаньола»
- Победитель Примеры B Чили (1): 1999

 «Универсидад Католика»
- Чемпион Чили (1): Ап. 2002